# Rahel Bluwstein

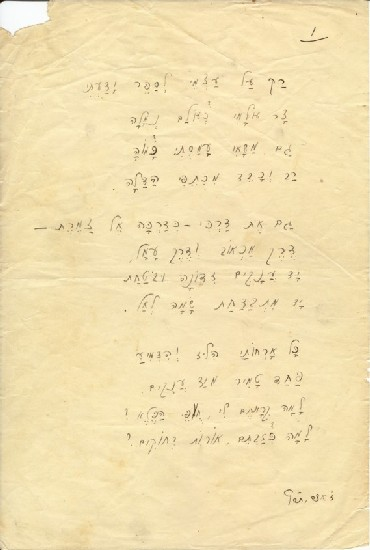
Manuscris cu versuri ale lui Rahel, Doar despre mine ... Rak al atzmi

Rahel Bluwstein (Sela) (în ebraică רחל בלובשטיין născută Raia Rahel Bluwstein,
20 septembrie 1890,Saratov - 16 aprilie 1931 Tel Aviv) este o poetă ebraică, născută în Rusia și stabilită în Palestina, cunoscută adesea sub numele simplu de Rahel sau Poeta Rahel (Rahel hameșoreret - רחל המשוררת). Este considerată unul din cei mai însemnați poeți ai poeziei ebraice clasice reînnoite. În poeziile ei „presentimentul melancolic al sfârșitului se împletește cu înfiorarea în fața bucuriilor vieții, într-o imagine lirică de o mare simplitate și emoție” (Sebastian Costin).

## Familie și anii de copilărie
Rahel s-a născut la Saratov, oraș rusesc, situat pe malurile Volgăi ca al 11-lea copil al comerciantului Isser-Leib Bluwstein (1841?-1923). Primii patru dintre copii proveneau din prima căsătorie a tatălui, care, după ce se văduvise, luase de soție pe Sofia, născută Mandelstamm, fiica rabinului Mandelstamm, care slujise în trecut la Riga, iar mai târziu ajunsese rabin șef al evreilor din Kievului.
Uneori, s-a susținut că Rahel s-ar fi născut, de fapt, la Viatka, astăzi Kirov, în apropierea limitei siberiene. Acolo se așezase la început tatăl ei, după efectuarea lungului serviciu militar de 25 ani în armata țaristă. El își făcuse o anumită avere din comerțul de diamante și tranzacții de pământuri.   
Unchiul ei din partea mamei, dr. Max Mandelstamm , a fost cel dintâi evreu care a studiat medicina în Rusia, a devenit directorul spitalului oftalmologic din Kiev, a fost prieten al lui Binyamin Zeev Herzl și conducător al sionismului teritorialist din Rusia. Un frate al ei, Yaakov Bluwstein, lingvist cunoscător a 16 limbi ,a fost activ în organizația  sionistă din Poltava, în Ucraina, iar apoi în Palestina a întemeiat rețeaua de cămine culturale ebraice „Beit Haam” (Casa Poporului). 
Ulterior, Rahel s-a mutat cu părinții ei la Poltava, unde a urmat școala evreiască în limba rusă și un gimnaziu  general. Când în 1906 a murit Sofia, tatăl lui Rahel s-a căsătorit a treia oară co o femeie, Mașa Naumova, pe care tânăra adolescentă nu a putut-o suferi. Pe la vârsta de 15 ani a început să scrie versuri în limba rusă. La 17 ani s-a mutat împreună cu sora ei, Shoshanna (1889-1965), la Kiev, la o soră mai mare, Liza. De acolo ele au plecat la Odessa unde  Rahel a luat lecții de pictură. La Odessa ele au cunoscut multă lume din marea colectivitate evreiască locală, și au hotărât să plece odată cu alții în Țara lui Israel-Eretz Israel, aflată pe atunci sub dominație otomană.

## Primul sejur în Palestina

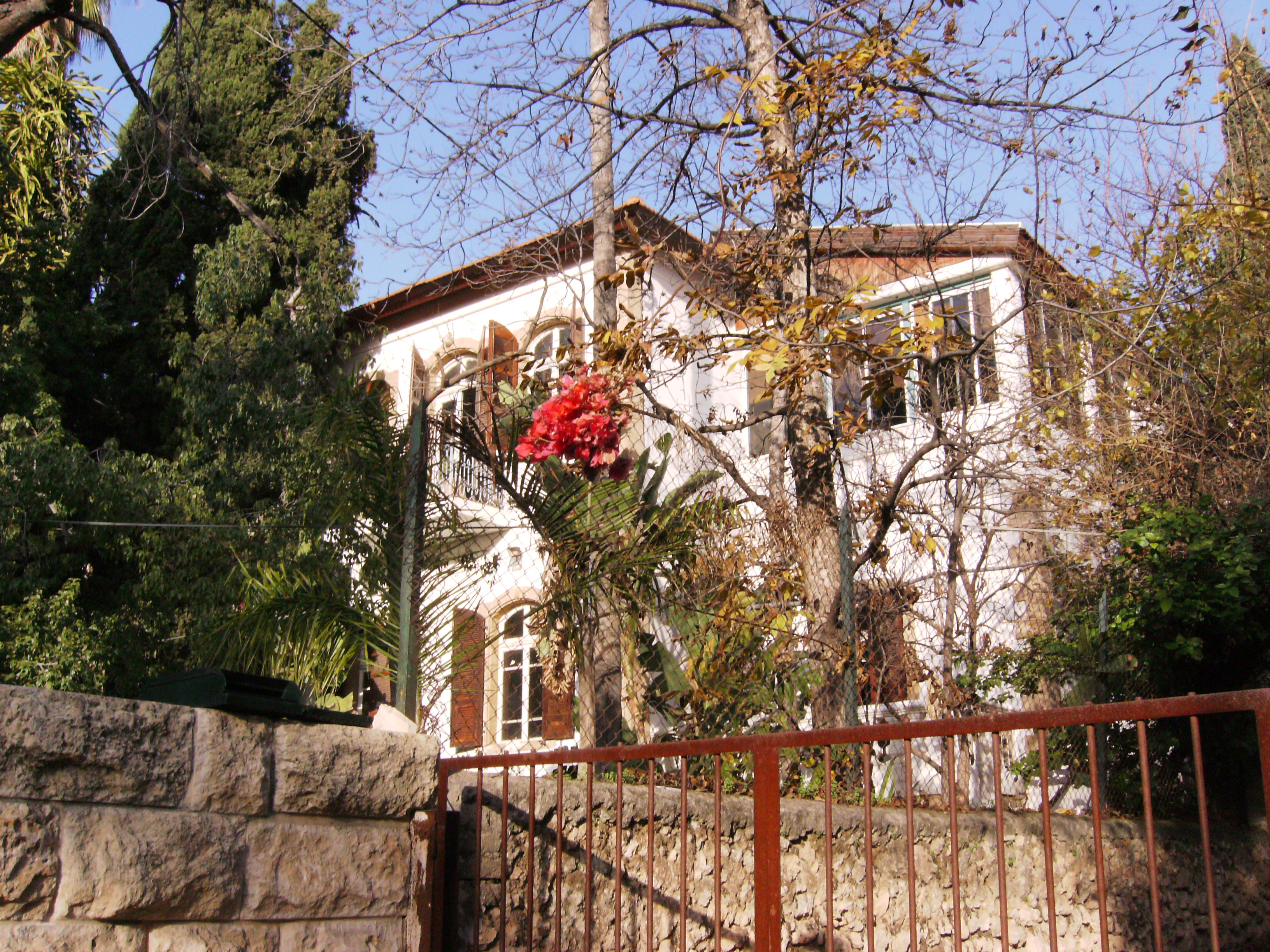
Beit Broida, casa in care au locuit Rahel și surorile ei la Rehovot, în anii 1909-1910

La 19 ani, în anul 1909 Rahel a vizitat Țara Israelului, aflată in vremea aceea sub stăpânire otomană împreună cu una din surorile sale, Shoshana (1889-1965). Ele se aflau în drum spre Italia, unde aveau de gând să învețe artele  și filozofia. În cele din urmă s-au decis sa rămână ca "pioniere" (halutzot) în Palestina, sa învețe ebraica și să contribuie la clădirea țării evreiești renăscute.  
Ele s-au așezat la  Rehovot, care era pe atunci o așezare agricolă (moșava), și au muncit în livezi. 
Li s-a alăturat apoi încă o soră a lor, Bat Sheva, pianistă, și de atunci, casa în care au tras în acea perioadă, Beit Broida,devenită un veritabil salon cultural al localității  a fost poreclită „Turnul celor trei surori”. Atunci a avut poeta prima ei dragoste, cu un tânăr din așezare, Nakdeimon Altschuler. În anul 1910 s-a așezat în Palestina și tatăl lui Rahel. El a ales să locuiască în noua localitate Tel Aviv. 
Deoarece Rahel dorea să se dedice agriculturii, ea s-a mutat în anul 1911 la ferma școlară de fete „Havat haalamot”, pe care o întemeiase Hanna Meisel în așezarea Kineret, pe malul Lacului Kineret. Acolo ea i-a cunoscut pe conducătorii sioniști Berl Katznelson, fruntaș al social-democrației ebraice, și Aharon David Gordon, ideolog al unui socialism sionist de tip tolstoian, care a exercitat o mare influență asupra concepției ei despre viață. Acestuia din urmă, Rahel i-a dedicat cea dintâi poezie pe care a scris-o în limba ebraică „Halah nefesh” - "הלך נפש" („Stare de spirit”).  La Kineret a cunoscut Rahel și pe Zalman Rubashov, care sub numele de Zalman Shazar avea mai târziu să devină cel de-al treilea președinte al Statului Israel. Cu el ea a avut o legătură romantică și i-a adresat și lui câteva din poezii, între care „Gan na'ul”
în care îi reproșează străinului („Zar”, în ebraică „străin”, inițialele numelui Zalman Rubashov) ca nu e dispus să-i vină în ajutor.
מִי אַתָּה? מַדּוּעַ יָד מוּשֶׁטֶת
לֹא פּוֹגֶשֶׁת יַד אָחוֹת?
וְעֵינַיִם אַךְ תַּמְתֵּנָּה רֶגַע
וְהִנֵּה שָׁפְלוּ כְּבָר נְבוֹכוֹת.
גַּן נָעוּל. לֹא שְׁבִיל אֵלָיו, לֹא דֶּרֶךְ.
גַּן נָעוּל – אָדָם.
הַאֵלֵךְ לִי? אוֹ אַכֶּה בַּסֶּלַע
עַד זוֹב דָּם?

גַּן נָעוּל (לזר), אדר, תרפ"ח

## În Franța și din nou în Rusia
În 1913 Rahel a părăsit Palestina pentru a studia agronomia la Universitatea Toulouse, în Franța,
Acolo ea s-a îndrăgostit de Mihael Bernstein, inginer evreu, de care vorbește în poezia „Zemer nuggè” (Cântec trist)
"התשמע קולי, רחוקי שלי?".(auzi-va glasul meu...?). De la el ea a învățat limba esperanto și o vreme obișnuia să insereze în scrisorile ei cuvinte din această limbă.  Dupa ce a absolvit facultatea, nu a reușit să se întoarcă imediat în Palestina, din cauza izbucnirii Primului Război Mondial. Între timp, ea a revenit în Rusia, unde a stat la niște rude și s-a întreținut din traduceri din literatura ebraică în rusă (de pildă creații de Bialik și Yaakov Fichman) de asemenea, ca și în Franța, a scris poezii în limba rusă.  O vreme a predat lecții unor copii de refugiați evrei din Odessa. Se pare că în această perioadă de muncă asiduă și privațiuni, s-a infectat cu tuberculoză.

## Întoarcerea în Palestina

### Degania

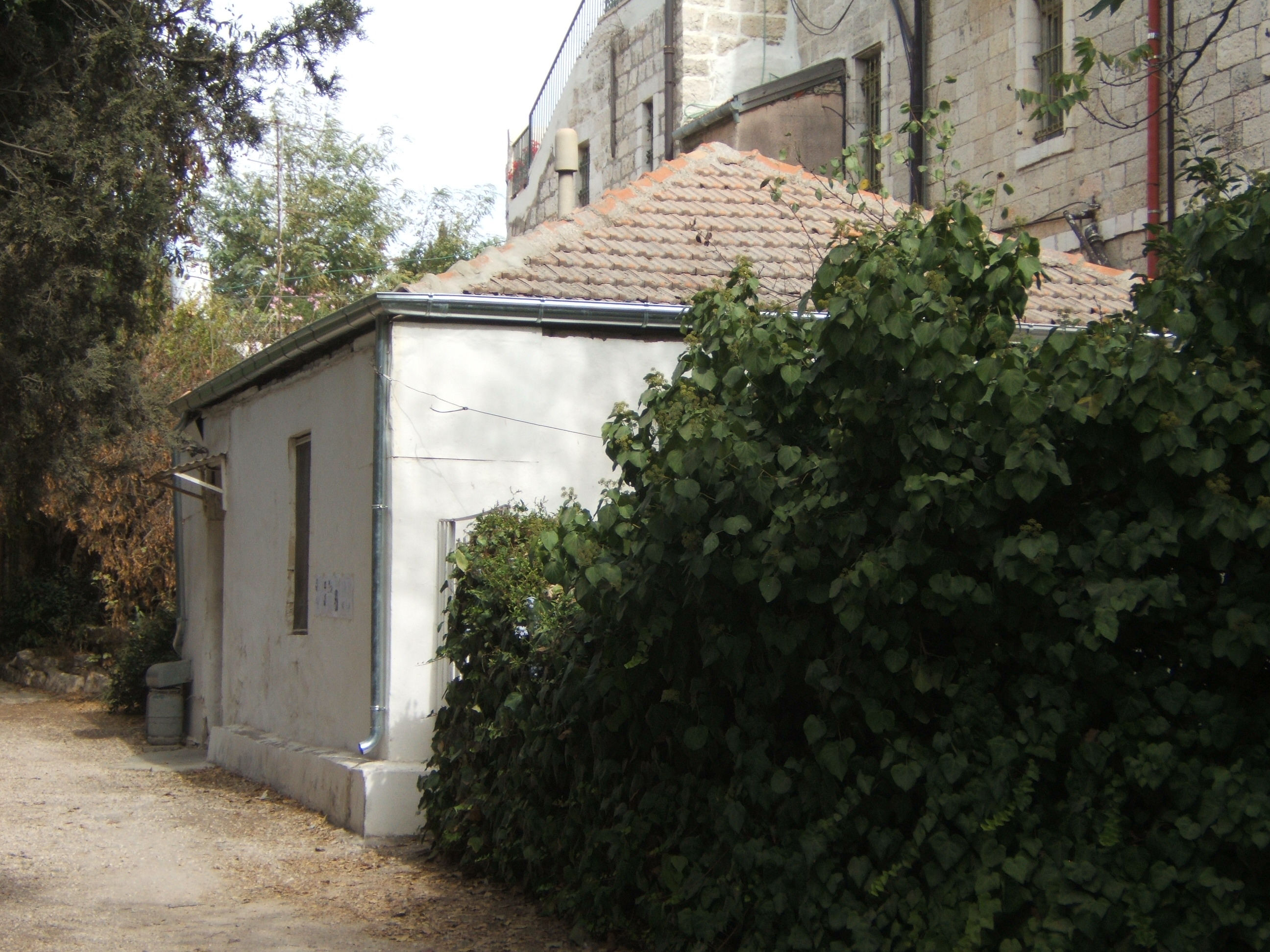
Căsuţa unde Rahel a locuit la Ierusalim, pe strada Haneviyim 64

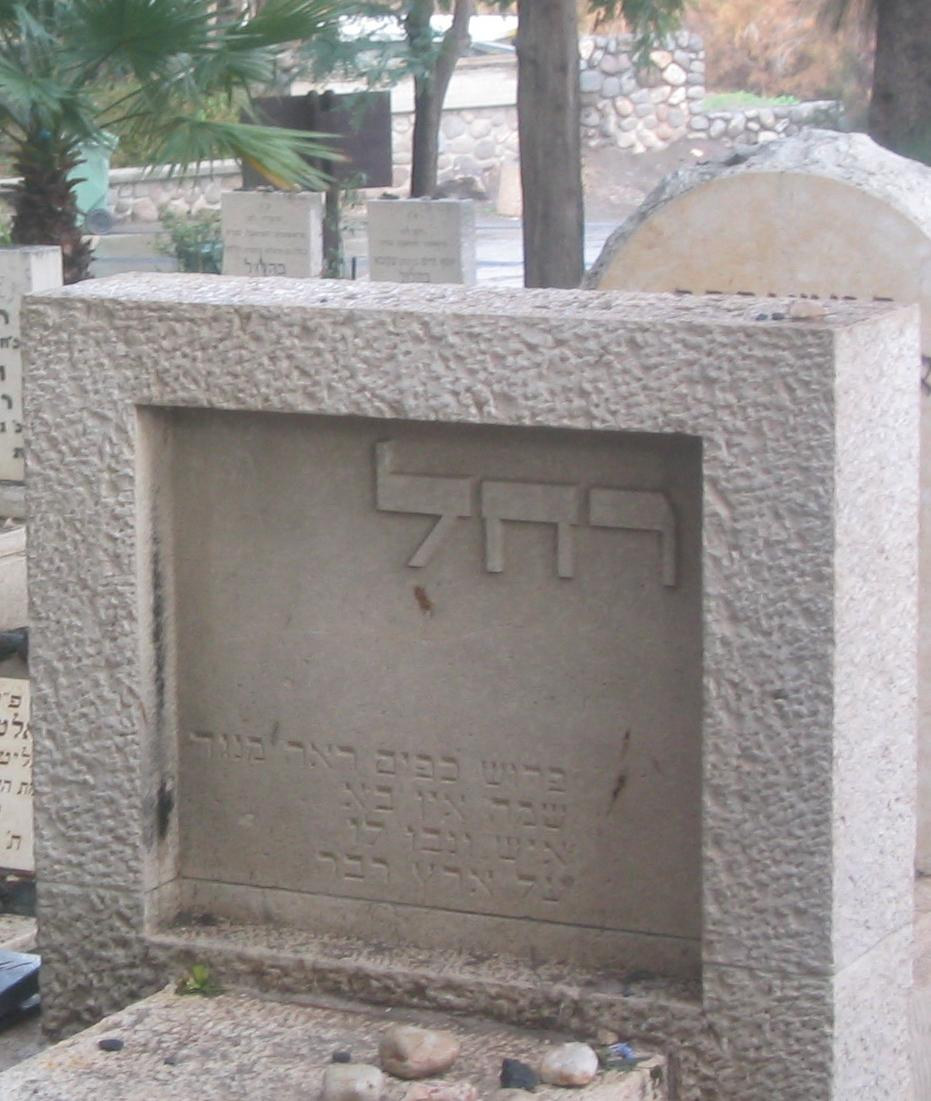
Mormântul poetei Rahel în cimitirul din Kineret

Abia dupa sfârșitul războiului, în 1919, a izbutit să se întoarcă în Palestina, care intrase sub mandatul Marii Britanii, cu obiectivul întemeierii unui cămin național pentru poporul evreu. A sosit pe bordul vaporului „Ruslan” și, pentru o vreme ,s-a stabilit în micul colectiv de tip kibuț Dagania, nu departe de fosta ei așezare , Kineret. Avea intenția să lucreze ca expert agronom, dar starea sănătății nu i-a permis. S-a ocupat mai ales cu activități didactice și culturale. Dar la scurt timp după ce a venit a fost diagnosticată ca având tuberculoză, pe atunci boală incurabilă.  
La început medicul i-a atras atenția sa folosească veselă și tacâmuri separate, dar. în cele din urmă, Neputând ,din cauza fricii de contaminare ,să lucreze cu copiii, ea a fost exclusă din kibuț. Decizia nu a fost luata într-un forum oficial al kibuțului și i-a fost comunicată laconic de unul din membri: „Ești bolnavă, în timp ce noi suntem sănătoși. De aceea trebuie să pleci”. Majoritatea colegilor a preferat să meargă la lucru pe câmp, ca să evite luarea de rămas bun, fapt care a fost resimțit de poetă ca o grea jignire. Unii nu au știut de cele întâmplate și când au aflat, s-au rușinat de felul în care Rahel a fost izgonită. Ea a păstrat legătura cu unii din ei și mai târziu chiar a vizitat localitatea în câteva rânduri. Pentru un timp colegi din Degania au trimis-o pe Shifra Yarovski ca să o îngrijească.

### Ultimii ani ai vieții
Ea a încercat să predea cunostinte de agricultură la o școală de fete din Petah Tikva, apoi a locuit vreo patru ani la Ierusalim, între altele, la prieteni, precum și într-o căsuță albă în curtea casei lui William Holman Hunt, pe strada Haneviyim nr. 64. S-a întreținut cu mare greutate, din lecții de agricultură, și lecții particulare de ebraică și franceză. Rahel a încercat să-și caute leac pentru boală la un spital în Tzfat, apoi în 1925 s-a mutat la Tel Aviv. Restul zilelor și l-a petrecut la Tel Aviv, la început în casa fratelui ei mai mare Yaakov Bluwstein, pe care, însă,a fost nevoită s-o părăsească din cauza relațiilor încordate cu cumnata ei și din îngrijorare pentru sănătatea fetei acestora, Aviva. Ea a locuit în ultimii ani într-o căsuță pe strada Bograshov nr.5, aproape de Marea Mediterană.
Anii 1925-1931 din viața ei au fost cei mai prolifici din punctul de vedere al creației poetice.
Din cauza bolii nu putea să-și câștige decât cu greu existența, depinzând de o mică sumă anuală ce i-a lăsat tatăl ei la moartea sa în 1923, precum și de drepturile de autor pentru publicarea poeziilor ei în presa ebraică.
În cele din urmă, din cauza deteriorării stării ei fizice, la începutul lui aprilie 1931 a fost internată de prieteni într-un sanatoriu de tuberculoză la Ghedera. Cum nu s-a înregistrat nici o ameliorare și poeta a cerut să moară în casa ei la Tel Aviv, a fost transferată la 15 aprilie cu o trăsură trasă de cai la spitalul Hadassa din Tel Aviv, unde a murit a doua zi,la 16 aprilie,la vârsta de 41 ani.    
Potrivit dorinței ei, a fost înmormântată în cimitirul așezării Kineret, într-un loc de unde se vede Lacul Kineret, de care s-a simțit foarte legată sufletește.
În preajma ei au fost înmormântați câțiva din ideologii socialiști sioniști și din pionierii celui de al doilea și al treilea val de imigrație („aliya”). Alături de Rahel a fost înhumată cu multe decenii mai târziu și poeta și compozitoarea Naomi Shemer.

## Opera literară
Rahel a început să compună versuri din copilărie în limba rusă, dar majoritatea creației ei literare a scris-o în ebraică. Cea mai mare parte a poeziilor le-a scris în ultimii șase ani de viață, adesea pe mici răvașe adresate prietenilor ei. În anul 1920 ziarul „Davar” i-a publicat prima ei poezie „Stare de suflet”.
Ulterior majoritatea versurilor ei au fost publicate treptat, săptămânal, în acest ziar, și foarte curând au devenit populare în mediul evreiesc de pe tot cuprinsul Palestinei.
Rahel este cunoscută pentru stilul ei liric, scurtimea poeziilor ei și simplitatea revoluționară a tonului ei conversațional. Majoritatea versurilor ei au drept decor peisajele pastorale ale Țării Israelului. Multe din ele fac ecou sentimentelor ei de dor și de neîmplinire. In câteva din ele își exprimă regretul de a nu fi avut un copil propriu. Înzestrate cu o deosebită muzicalitate, un limbaj simplu și cu o profunzime a sentimentelor, poeziile lui Rahel trateaza adesea subiectul destinului, al dificultăților vieții și al morții.
Poeziile ei de dragoste exprimă mai ales sentimente de singurătate, distanțare și dorul de persoana iubită. 
Uneori ating și tema asprimii vieții de muncitor al ogorului și de pionier al zidirii țării renăscute.
Din unele creații, mai ușoare, nu lipsesc ironia și uneori chiar aspecte umoristice.
Scrisul lui Rahel a fost influențat de moștenirea spirituală a povestirilor biblice și de literatura și idealurile pionierilor sioniști din „al doilea val” de emigrație evreiască în Palestina.
Uneori, poeta se identifică cu figuri feminine din Biblie, precum omonima ei Rahel din poveștile patriarhilor, și Mihal, soția regelui David. 
Se remarcă influența creativă asupra ei a imagismului francez și a acmeismului rus, al cărui principal reprezentant a fost Anna Ahmatova.  Stilul lui Rahel reflecta aspirațiile acestui din urmă curent spre simplitatea limbajului, concizie, precizie.
Rahel a mai scris și o comedie într-un act intitulat „Satisfacție mintală”, care a fost jucată, dar nu a fost publicată în timpul vieții ei. Având drept temă viața la țară a pionierilor sioniști, ea a fost redescoperită și publicată recent într-un magazin literar.

## Legături externe
- Rahel în Enciclopedia femeilor evreice

Dana Olmert  „Rahel Bluwstein”, Jewish Women - a Comprehensive Historical Encyclopedia on line, 1.3.2009. Jewish Women Archive

## Rahel în creații de cultură
- 2015 Filmul documentar israelian „Domnișoara (Rahel) Bluwstein” în regia lui Sivan Arbel